# Porsche RS Spyder

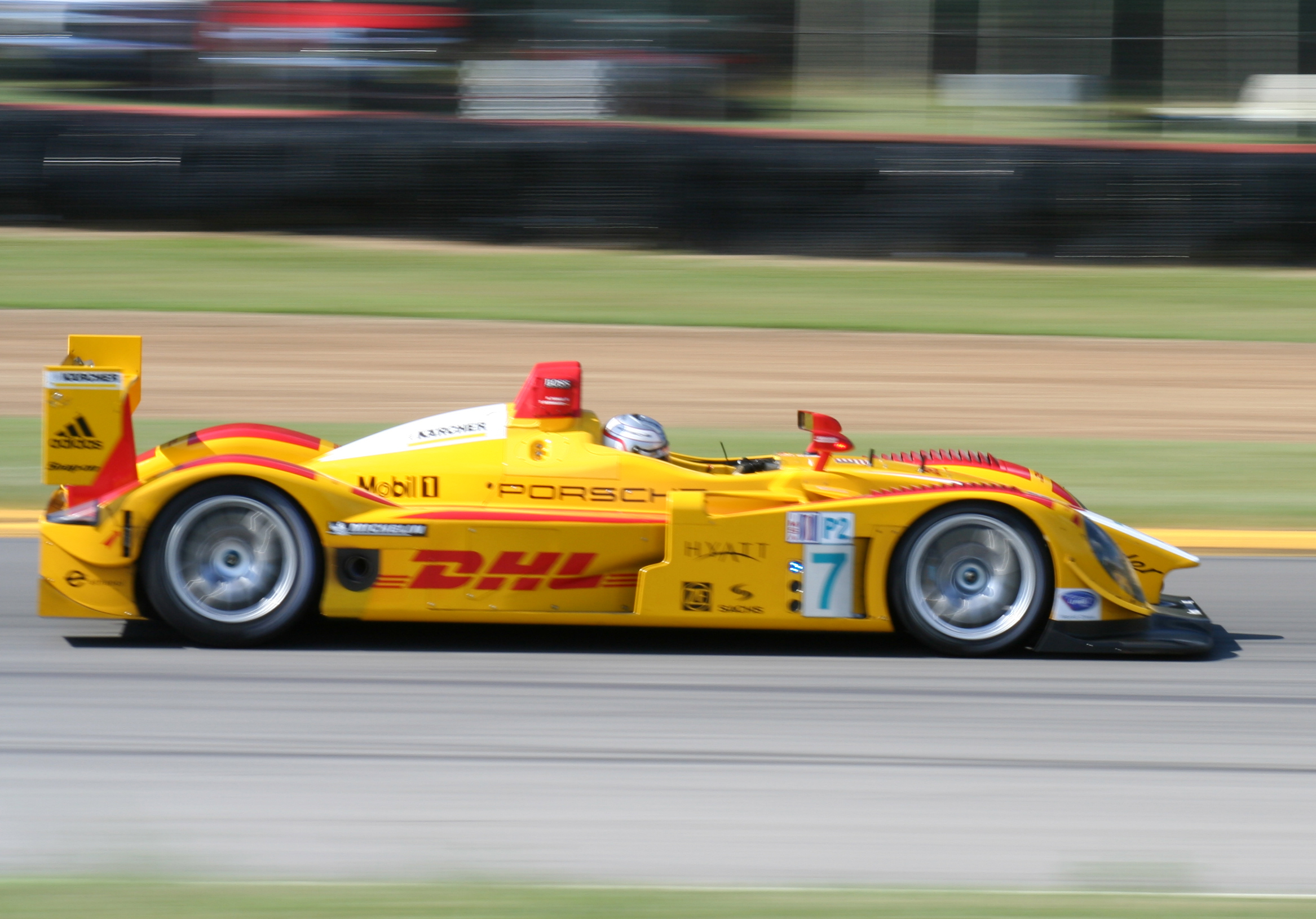
Porsche RS Spyder (American Le Mans Series).

De Porsche RS Spyder is een auto gebouwd door Porsche voor de Le Mans LMP2 klasse. De RS Spyder is vernoemd naar de legendarische Porsche 550 uit de jaren 50. RS is een verwijzing naar Renn Sport.

## De auto
De RS Spyder wordt aangedreven door een 3.4 liter, 480 pk sterke V8 motor. De auto is voorzien van een sequentiële versnellingsbak met zes versnellingen. Het gewicht van de auto is 775 kg.

## Races
De RS Spyder debuteerde in 2005 tijdens de laatste race van de American Le Mans Series op het circuit van Laguna Seca, met een overwinning in de klasse (LMP2)
In het jaar 2006 werden er een aantal zeges geboekt in de American Le Mans Series. Het team nam geen deel aan de 24 uur van Le Mans. In 2007 verscheen de nieuwste specificatie, de Porsche RS Spyder Evo. Deze auto wordt verkocht aan verschillende 'klantenteams'.
Het jaar 2008 was een succesvol jaar voor de RS Spyder. Het Nederlandse (klanten)team Van Merksteijn Motorsport won de 24 uur van Le Mans, in de LMP2 klasse. Het Deense team Essex, dat eveneens met de RS Spyder reed, werd tweede in deze klasse. Opmerkelijk was dat het team van Merksteijn het team was dat de minste tijd doorbracht in de pitstraat (van alle klasses).